# Raamá
Raamá ou Ramá (Hebreu: רעמה, Ra‛mâh) significa “alto, exaltado, ou trovão”.
O nome é mencionado pela primeira vez como o quarto filho de Cuxe, que é o filho de Cam, que é o filho de Noé, em Gênesis 10:7, e mais tarde aparece como um país que negocia com a cidade-estado fenícia de Tiro, em Ezequiel 27:22. Tem sido relacionada com Ramanitas mencionado por Estrabão no sudoeste da Península Arábica, e com uma cidade árabe de Regmah na cabeça do Golfo Pérsico. Ele é o irmão de Ninrode, que fundou várias cidades da Mesopotâmia, incluindo a Babilônia e Nínive.
Este país de Raamá é geralmente dito como estar em algum lugar na região do Iêmen; Sabá, filho de Raamá, e seus descendentes, são muitas vezes acusados de estarem incluídos entre os sabeus. Os Iemenites de pele escura são os descendentes do avô de mesmo nome do seu progenitor, Cuxe, comumente traduzido na Bíblia como a Etiópia, que significa escuro. Dedã, filho de Raamá. Aparentemente, tem relação com uma região da província Tabuk, da Arábia Saudita.
No entanto houve também uma cidade israelita chamada Ramá, próximo a Tiro.
Biblicamente, a palavra trovão significaria uma "manifestação da voz de Deus, representando a sua justiça, ira, anúncio de uma revelação ou ameaça divina de aniquilamento." 